# Gageos
Gageos (Γαγεος) war ein griechischer Töpfer, tätig um 540–530 v. Chr. in Athen.
Er ist nur bekannt durch seine Signatur auf einer attisch schwarzfigurigen Randschale aus Vulci, heute im Vatikan, Museo Gregoriano Etrusco Inv. 39545 (ehemals Sammlung Guglielmi). Gageos gehört zu den Kleinmeistern. Sowohl Wilhelm Klein  1887 als auch später John D. Beazley in seinen Werklisten hielten den Namen für eine Buchstabenfolge, die einen Namen vorgaukeln sollte. Aufgrund des nicht-typisch griechischen Namen hielten sie ihn für nicht existent.